# جوردي كرو
جوردي كرو (15 يناير 1994 بهاسلت في بلجيكا - ) هو لاعب كرة قدم بلجيكي في مركز الدفاع. شارك مع منتخب بلجيكا تحت 17 سنة لكرة القدم ومنتخب بلجيكا تحت 19 سنة لكرة القدم. أما مع النوادي، فقد لعب مع آود هيفرلي لوفين وفيلم تو تيلبورغ ونادي جينك وMVV Maastricht ‏.

## وصلات خارجية
- جوردي كرو على موقع الاتحاد الأوربي (الإنجليزية)
- جوردي كرو على موقع الاتحاد البلجيكي (الإنجليزية)
- جوردي كرو على موقع رابطة كرة القدم اليابانية للمحترفين (اليابانية)
- جوردي كرو على موقع قاعدة بيانات كرة القدم.إي يو (الإنجليزية)
- جوردي كرو على موقع Soccerway.com (الإنجليزية)
- جوردي كرو على موقع عالم كرة القدم.نت (الإنجليزية)
- جوردي كرو على موقع AS.com (الإسبانية)